# خاوی لوپز (بازیکن فوتبال، زاده ۱۹۸۸)
خاوی لوپز (انگلیسی: Javi López؛ زادهٔ ۲۰ آوریل ۱۹۸۸) بازیکن فوتبال اهل اسپانیا است.
از باشگاه‌هایی که در آن بازی کرده‌است می‌توان به باشگاه فوتبال پومفرادینا، باشگاه فوتبال مالاگا، باشگاه فوتبال گوادالاخارا، و باشگاه فوتبال رئال مورسیا اشاره کرد.